# Tres vuelcos

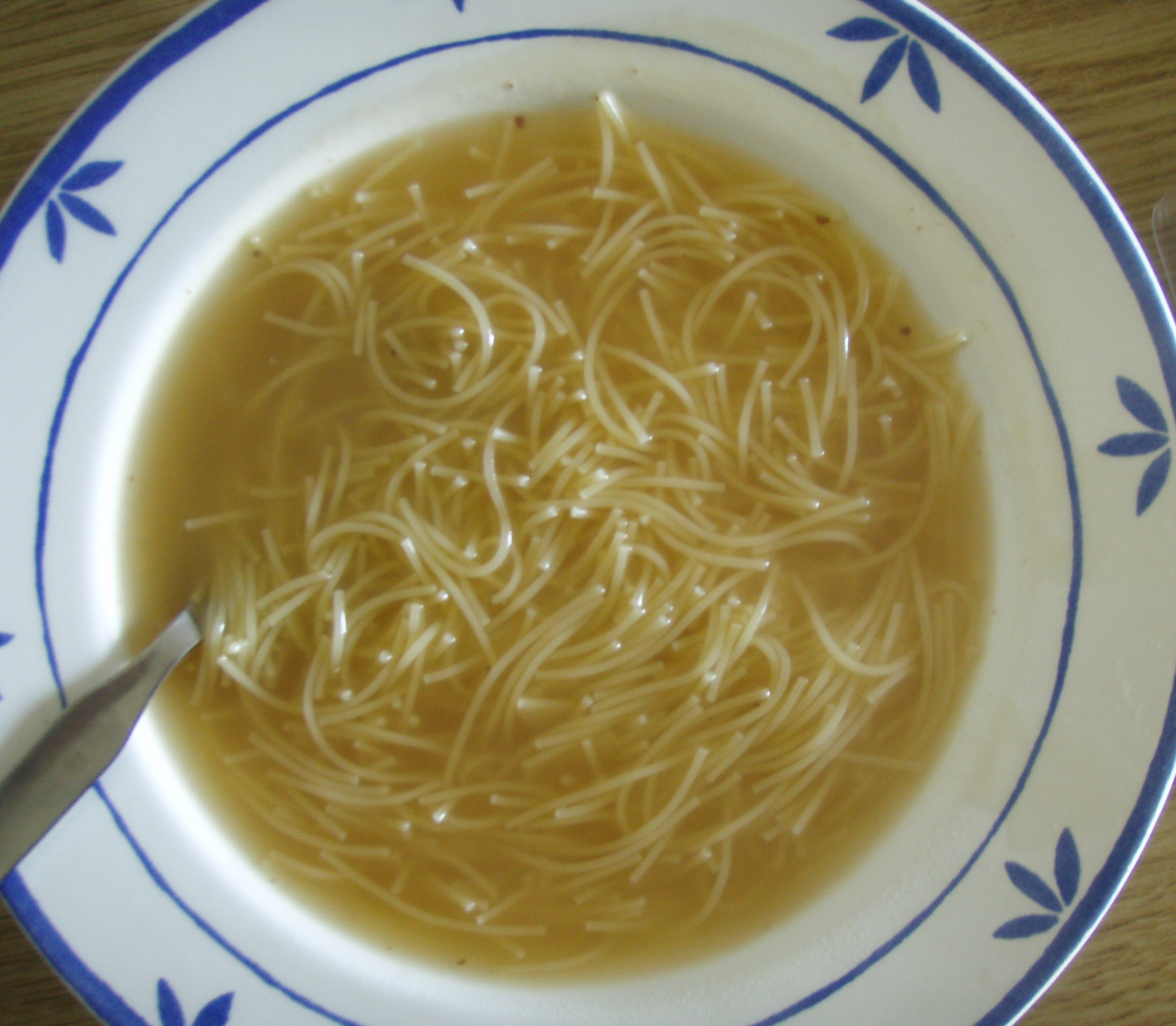
La sopa forma parte de uno de los vuelcos.

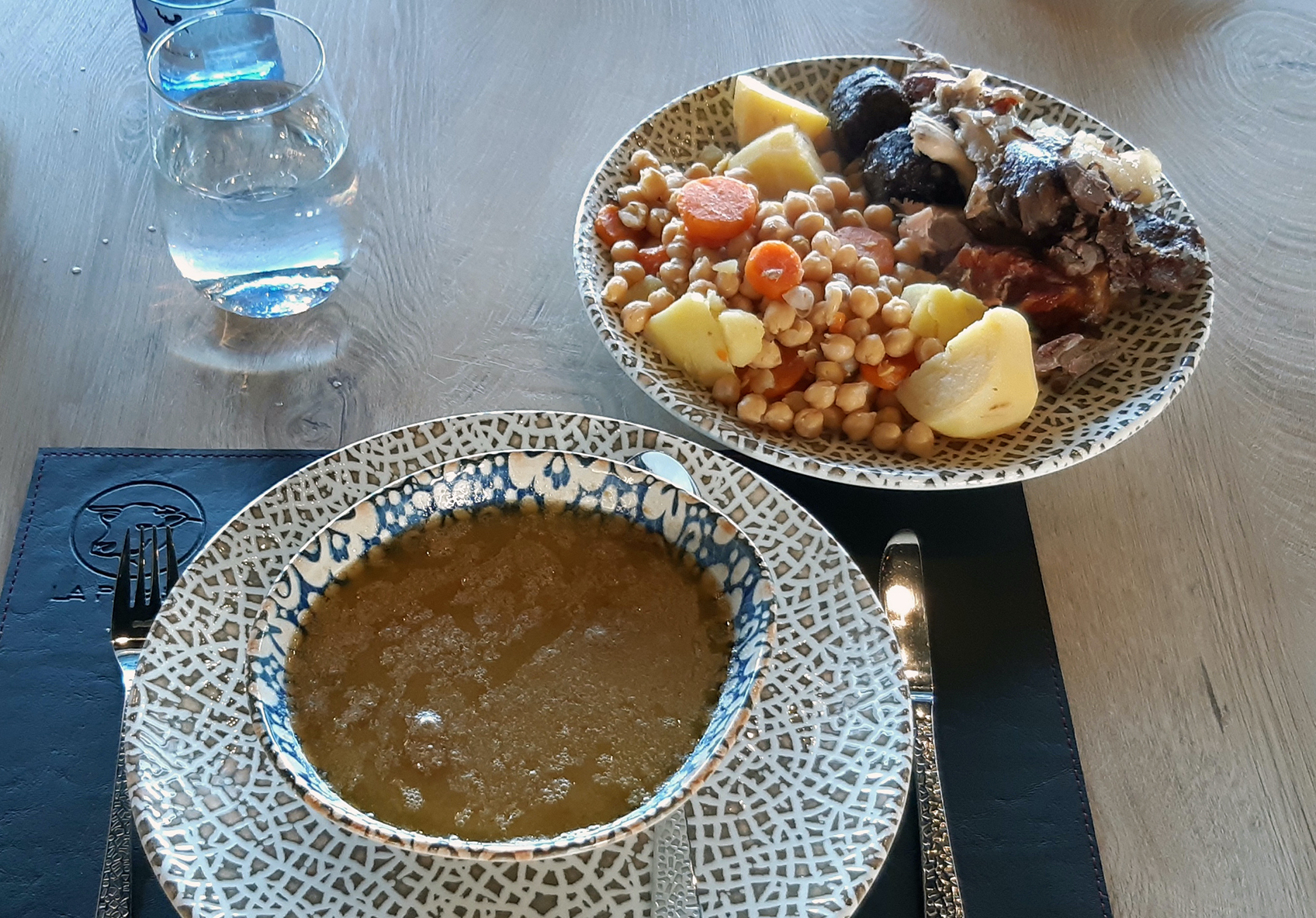
Cocido madrileño en dos vuelcos.

Los tres vuelcos es una forma de servir el cocido (cocido madrileño, cocido castellano, cocido morañego, cocido maragato y la adafina), se ha realizado en tres etapas consecutivas. Se denomina así debido a que había que volcar tres veces el puchero (generalmente de barro) para servir los contenidos. La forma secuencial de servir el cocido, así como los componentes de cada vuelco dependen de las costumbres de cada cocinero y sobre todo de cada comensal, pudiéndose ser presentados en la mesa de uno en uno o todos a la vez, esta forma dependerá de la costumbre de cada casa o del espacio disponible en la mesa.

## Servir el plato
Los tres vuelcos constan de los siguientes pasos:
1. La sopa del cocido. Suele ser una sopa elaborada con fideos y suele comerse en un plato hondo como primer plato. Los fideos pueden ser finos o gruesos al gusto. Los finos son más propios de cocidos de menú que precisan cocerlos en un corto espacio de tiempo, estando los gruesos reservados a cocidos preparados para comer en el momento justo.
2. Los garbanzos, las patatas y las verduras.
3. Las carnes: que suelen ser de gallina, cerdo y ternera. Denominado de forma popular como el «vuelco de las viandas».

La secuencia obliga a comer primero la sopa con los fideos y luego se sirven simultáneamente los dos vuelcos siguientes en platos separados que el comensal junta a placer en su plato. No existen normas fijas acerca de esta presentación y puede que se sirva todo junto en un plato. Es necesario servir la mesa con todos los cubiertos para que el comensal pueda elegir la secuencia y el ritmo de la comida.
Como variante, en el cocido maragato se invierte el orden de estos tres vuelcos, comenzando por las carnes, continuando con las verduras y finalizando con la sopa.

### Primer vuelco
En el primer vuelco se incluye el caldo elaborado junto con los fideos. Este vuelco procede de una cocción separada de la carne y a veces suele rebajarse con agua debido a la intensidad de sabor que contiene. La sopa de este primer vuelco es considerada un primer plato (plato previo). Fuera de Madrid puede ser aromatizada con hierbabuena (al gusto del comensal). En algunas ocasiones se acompaña la sopa con encurtidos (piparras).
La sopa antiguamente se servía con un huevo duro finamente picado, cocinado durante la elaboración del cocido. Se podía añadir parte del jamón cocido, o incluso parte de la carne de la gallina (véase tercer vuelco).

### Segundo vuelco
En este vuelco se incluye el ingrediente protagonista: garbanzo cocido, las zanahorias, las coles y los nabos (generalmente estas verduras cocidas se ponen en el flanco de la fuente). Esta fuente suele rociarse con aceite de oliva y en ocasiones con pimentón. Junto a esta fuente suele ponerse una vinagrera y un recipiente con salsa de tomate (aromatizado con granos de comino). Este vuelco suele comerse si se desea con el tercero, esto queda a disposición del comensal.
A los garbanzos se suele añadir en el plato pimentón, aceite de oliva y/o sofrito de ajos si fuera necesario. En algunas ocasiones para que queden más tiernos en la fuente, se añade alguna cantidad de manteca o bien mantequilla.

### Tercer vuelco
Se trata de la parte cárnica del cocido madrileño, contiene: carne de ternera (generalmente morcillo típico aroma del cocido), cerdo (jamón, lomo, etc.), gallina, huesos y tuétano, así como las «pelotas».
Del tercer vuelco si ha sobrado un poco de cada uno de los ingredientes se suele hacer una «pringá».

## Historia
La forma tradicional de servir el plato se remonta a la adafina.